# 10 Years of Cheap Fame
10 Years of Cheap Fame è il quinto e ultimo album in studio del gruppo musicale australiano 28 Days, pubblicato nel 2007.
Il disco è costituito da brani già editi ma riarrangiati, eccetto una cover.

## Tracce
1. Rip It Up – 3:39
2. Sucker – 3:32
3. Say What – 3:40
4. Goodbye – 3:35
5. What's The Deal – 3:22
6. Take Me Away – 3:40
7. Song For Jasmine – 4:01
8. Deadly Like – 3:50
9. A General – 3:02
10. Birthday – 2:42
11. Use It – 3:02
12. Sand – 2:17
13. Kool – 2:30
14. La Tune – 1:45
15. Boom – 3:47
16. Guri Guri Surfrider (Hali Kali cover) – 4:46